# Bocșa Mare, Hunedoara
Bocșa Mare este un sat în comuna Certeju de Sus din județul Hunedoara, Transilvania, România.